# Patrick Radden Keefe
Patrick Radden Keefe (Dorchester, 1976) è uno scrittore e giornalista statunitense.

## Biografia
Nato nel 1976 da madre professoressa di filosofia padre promotore immobiliare, dopo aver frequentato la Milton Academy, si è laureato nel 1999 alla Columbia University e nel 2005 ha conseguito uno Juris Doctor alla Yale Law School.
Ha esordito nella saggista nel 2005, mentre era ancora studente, con Intercettare il mondo: Echelon e il controllo globale, nel quale ha descritto la rete ECHELON, il sistema mondiale d'intercettazione delle comunicazioni pubbliche e private.
Tra i suoi saggi d'inchiesta si ricordano Non dire niente, analisi del conflitto nordirlandese partendo dall'omicidio di Jean McConville e L'impero del dolore, sullo scandalo della famiglia Sackler e del suo ruolo nella epidemia degli oppioidi negli Stati Uniti.
Giornalista investigativo nello staff del New Yorker dal 2006, suoi articoli sono apparsi nella rivista on-line Slate.

## Opere

### Saggi
- Intercettare il mondo: Echelon e il controllo globale (Chatter: Dispatches From the Secret World of Global Eavesdropping, 2005), Torino, Einaudi, 2006  traduzione di Piero Arlorio ISBN 88-06-18179-3.
- The Snakehead: An Epic Tale of the Chinatown Underworld and the American Dream (2009)
- Non dire niente: un caso di omicidio e tradimento nell'Irlanda del Nord (Say Nothing: A True Story of Murder and Memory in Northern Ireland, 2018), Milano, Mondadori, 2021 traduzione di Manuela Faimali ISBN 978-88-04-73546-5.
- L'impero del dolore: la storia segreta della dinastia Sackler (Empire of Pain: The Secret History of the Sackler Dynasty, 2021), Milano, Mondadori, 2022 traduzione di Sara Crimi, Manuela Faimali e Laura Tasso ISBN 978-88-04-75394-0.
- Ribelli: storie vere di assassini, truffatori e sovversivi (Rogues: True Stories of Grifters, Killers, Rebels and Crooks, 2022), Milano, Mondadori, 2023 traduzione di Manuela Faimali ISBN 978-88-04-76920-0.

## Adattamenti televisivi
- Painkiller - miniserie TV (2023) (Dall'articolo The Family That Built an Empire of Pain)
- Non dire niente - miniserie TV (2024) (Dal libro Non dire niente: un caso di omicidio e tradimento nell'Irlanda del Nord)

## Premi e riconoscimenti

### Vincitore
Orwell Prize
- 2019 nella categoria "Saggistica politica" con Non dire niente: un caso di omicidio e tradimento nell'Irlanda del Nord[10]

National Book Critics Circle Award
- 2019 nella categoria "Saggistica" con Non dire niente: un caso di omicidio e tradimento nell'Irlanda del Nord[11]

Baillie Gifford Prize
- 2021 con L'impero del dolore: la storia segreta della dinastia Sackler[12]